# Lichte muziek
Met lichte muziek wordt door musici doorgaans alle muziekstijlen bedoeld, die niet tot de westerse kunstmuziek (klassieke muziek) behoren. Hieronder vallen jazz, popmuziek en soms ook volksmuziek.